# Hamdān Qarmat
Hamdān Qarmat ibn al-Aschʿath (arabisch حمدان قرمط بن الأشعث, DMG Ḥamdān Qarmaṭ ibn al-Ašʿaṯ) war ein bedeutender Missionar der Ismailiten im Irak am Ende des 9. Jahrhunderts.
Hamdan Qarmat war ein sehr früher Anhänger der Ismailiten im Irak. Er erkannte dabei die Führung im syrischen Salamya (die späteren Fatimiden) an, die die Stellvertretung für den verborgenen siebenten Imam Muhammad ibn Ismail beanspruchte. Im letzten Viertel des 9. Jahrhunderts übernahm er die Leitung der Mission und konnte eine breite Anhängerschaft unter den Bauern des Irak, aber auch in den Kreisen der Bagdader Hofaristokratie und Reichsverwaltung gewinnen.
Unter al-Dschannabi konnte der Einfluss der Ismailiten auch in der Golfregion von al-Hasa und Bahrain ausgeweitet werden. Wie die Missionare Ibn Hauschab und Abū ʿAbdallāh asch-Schīʿī begann auch Hamdan Qarmat seine Anhänger zu bewaffnen und errichtete 892 mit Mahtamabad bei Kufa einen ersten befestigten Stützpunkt.
899 kam es jedoch zur Spaltung, als sich Said (Abdallah al-Mahdi) und nicht der erwartete Muhammad ibn Ismail in Salamya als Imam der Ismailiten offenbarte. Dass Said das Imamat für sich und seine Nachkommen beanspruchte, wurde von vielen Ismailiten, vor allem im Irak, nicht anerkannt. Auch Hamdan Qarmat hielt weiter an der ursprünglichen Mahdi-Figur fest. Auch wenn Hamdan Qarmat nach der Spaltung verschwand, hatten seine Anhänger im Irak und vor allem in Ostarabien bis ins 11. Jahrhundert einen sehr großen Einfluss. Nach Hamdan Qarmat wurden sie Qarmaten genannt.